# كروبا نا يوني
كروبا نا يوني (بالصربية: Крупа на Уни)‏ هي بلدية في شمال جمهورية صرب البوسنة في البوسنة والهرسك. وهي يقع في الجزء الشمالي الغربي من جمهورية صرب البوسنة والجزء المركزي من منطقة بوزانسكا كرايينا. تم إنشاؤها من بلدية ما قبل الحرب بوزانسكا كروبا (الجزء الآخر من بلدية ما قبل الحرب التي هي الآن في كيان اتحاد البوسنة والهرسك). يبلغ عدد سكانها 1687 نسمة وذلك حسب إحصائية سنة 2013. تبلغ مساحتها 84.33 كم².

## الجغرافيا
تقع على حدود بلدية بوزانسكا كروبا من جهة الجنوب والغرب بلدية نوفي غراد من جهة الشمال، بلدية أوسترا لوكا من جهة الشرق.

## التركيبة السكانية
في عام 2006، غالبية سكان بلدية كانوا من الصرب. [بحاجة لمصدر]

### 2013 التعداد
| بلدية         | الجنسية | الجنسية | الجنسية | الجنسية | الجنسية | الجنسية | كلي   |
| بلدية         | بوسنيون | %       | كروات   | %       | صرب     | %       | كلي   |
| ------------- | ------- | ------- | ------- | ------- | ------- | ------- | ----- |
| كروبا نا يوني | 3       | 0.18    | 2       | 0.12    | 1592    | 99.68   | 1,597 |